# Rebecca Romijn
Rebecca Alie Romijn (holland: [roːˈmɛin]) (Berkeley, Kalifornia, 1972. november 6. –) amerikai színésznő, visszavonult modell.
A mozivászonról leginkább Rejtély (Mystique) szerepében ismert az X-Men-tetralógiából. Egyéb filmjei közé tartozik a Rollerball – Könyörtelen játék (2002) és A megtorló (2004).
A Ki ez a lány? című televíziós sorozatban visszatérő szerepben tűnik fel. A TNT A titkok könyvtára című fantasy-kalandsorozatában négy évadon át alakított főszerepet.
2007 óta Jerry O’Connell színész házastársa, két gyermekük született.

## Pályafutása

### Színészként
2000-ben kapta meg első jelentősebb szerepét az X-Men – A kívülállók című filmben, mint az alakváltó képességgel rendelkező mutáns, Rejtély (eredeti nevén Mystique). Rejtélyt két további folytatásban megformálta: X-Men 2. (2003), X-Men: Az ellenállás vége (2006). Ezekben a filmekben a jelmeze kék testfestésből és néhány protézisből állt, melyeket leszámítva meztelenül jelent meg a filmvásznon. Elmondása alapján az első film forgatásakor 8-9 órás feladat volt a jelmeze előkészítése, ez az időtartam a többi filmben már némileg csökkent. A szerepet a későbbi X-Men-filmekben Jennifer Lawrence színésznő vette át tőle, aki Rejtély fiatalabb énjét személyesítette meg.
Romijn első filmes főszerepe Brian De Palma Femme Fatale (2002) című erotikus thrillerjében volt. A 2000-es évek folyamán feltűnt még a Rollerball – Könyörtelen játék (2002) című sci-fiben és A megtorló (2004) című, az X-Menhez hasonlóan szintén Marvel Comics-filmadaptációban is. 2004-ben a Godsend – A teremtés klinikája című horrorfilmben szerepelt. 2006-ban a címszerepet osztották rá a mindösszes tizenhárom részes Pepper Dennis című vígjáték-drámasorozatban.
2007-től a Ki ez a lány? című sorozatban a főszereplő Daniel Meade transznemű lánytestvérét, Alexis Meade-t játszotta állandó szereplőként. 2008-ban már csak visszatérő szereplőként tűnt fel a harmadik évadban. A 2000-es évek végén az Eastwicki boszorkákban tűnt fel férje, Jerry O’Connell oldalán, de a fantasysorozatot nemsokára törölték az ABC műsorából. 2011-ben cameoszerepben alakította a Jennifer Lawrence által megformált Rejtély idősebb énjét az X-Men: Az elsők című filmben.
2014-től 2018-ig a TNT csatorna A titkok könyvtára című kalandsorozatában vállalt főszerepet. 2014 és 2016 között a Skin Wars című, testfestésről szóló realityműsor házigazdája volt.

## Magánélete

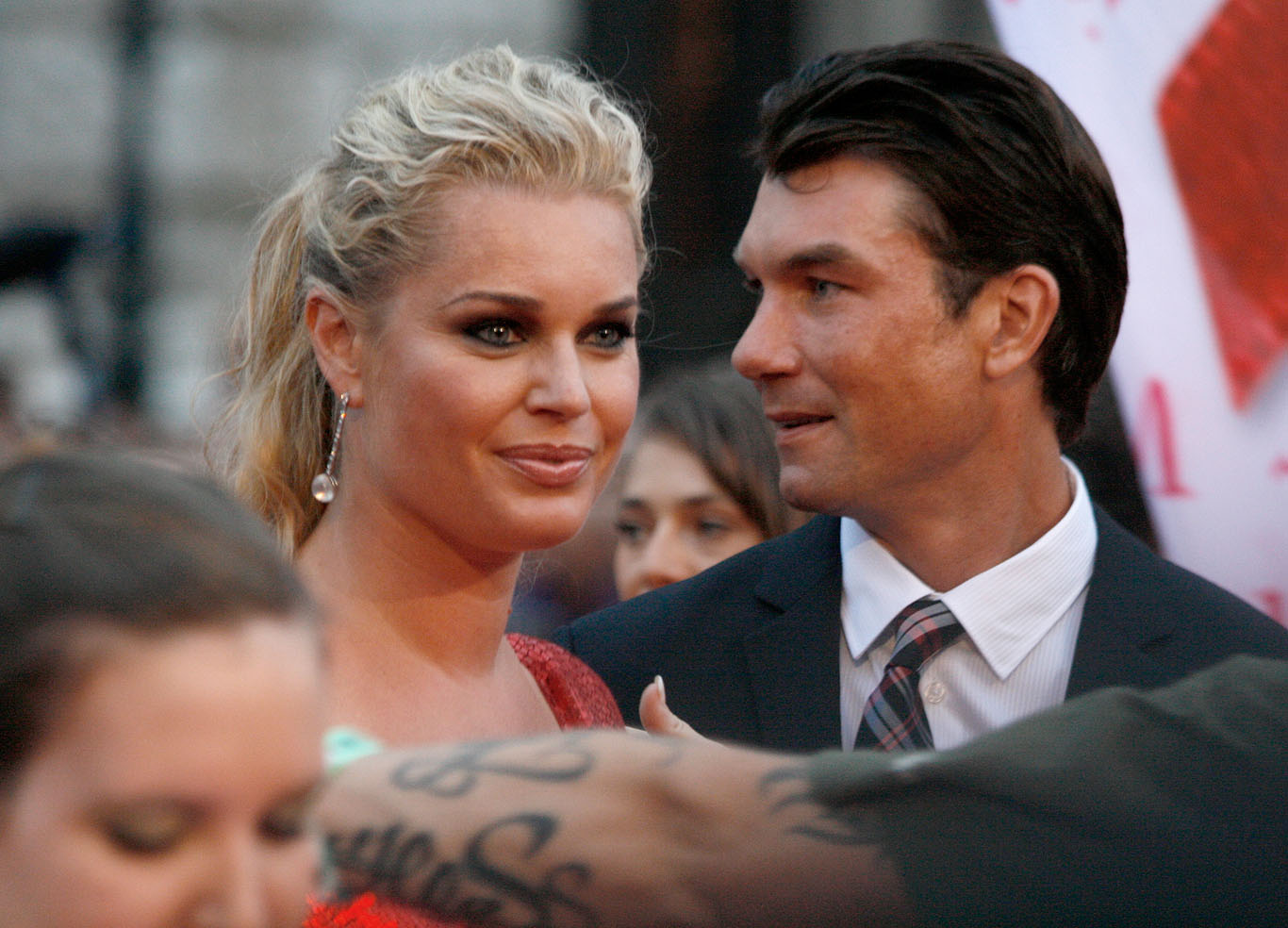
Romijn és férje, Jerry O’Connell 2010-ben.

1994-ben ismerkedett össze John Stamos színésszel egy New York-i Victoria’s Secret rendezvényen, melyen Romijn modellként vett részt. 1997 karácsonyán jegyezték el egymást és 1998. szeptember 19-én házasodtak össze a Beverly Hills Hotelben. Házasságuk alatt a színésznő felvette férje nevét és mind a magánéletében, mind a szakmai életében a Rebecca Romijn-Stamos nevet használta. 2004 áprilisában jelentették be, hogy öt év után különválnak. Stamos 2004 augusztusában kérelmezte a házasság felbontását, melyet 2005. március 1-jén véglegesítettek. Házasságukból nem születtek közös gyermekeik.
Romijn 2004-től Jerry O’Connell színésszel állt romantikus kapcsolatban. 2005 szeptemberében jegyezték el egymást és 2007. július 14-én tartották meg esküvőjüket Calabasasban, kaliforniai otthonukban. 2008. december 28-án jöttek világra ikerlányaik, Dolly Rebecca Rose O'Connell és Charlie Tamara Tulip O'Connell. A gyermekeket Dolly Parton énekesnőről, illetve Romijn Tamara nevű testvéréről és O’Connell Charlie nevű öccséről nevezték el.

## Filmográfia

### Film
| Év   | Magyar cím                                      | Eredeti cím                                | Szerep                                    | Magyar hang        |
| ---- | ----------------------------------------------- | ------------------------------------------ | ----------------------------------------- | ------------------ |
| 1998 | Bérbosszú Bt. – Megfizetünk, ha megfizetnek     | Dirty Work                                 | szakállas nő                              | Simon Eszter       |
| 1999 | KicsiKÉM – Austin Powers 2.                     | Austin Powers: The Spy Who Shagged Me      | önmaga                                    |                    |
| 2000 | X-Men – A kívülállók                            | X-Men                                      | Raven Darkhölme / Rejtély                 | Orosz Helga        |
| 2002 | Fuss, Ronnie, fuss!                             | Run Ronnie Run!                            | önmaga                                    |                    |
| 2002 | Rollerball – Könyörtelen játék                  | Rollerball                                 | Aurora                                    |                    |
| 2002 | Femme Fatale                                    | Femme Fatale                               | Laure / Lily                              | Gubás Gabi         |
| 2002 | Simone – Sztárcsináló 1.0                       | Simone                                     | Faith                                     | Braun Rita         |
| 2003 | X-Men 2.                                        | X2                                         | Raven Darkhölme / Rejtély                 | Orosz Helga        |
| 2004 | A megtorló                                      | The Punisher                               | Joan                                      | Orosz Helga        |
| 2004 | Godsend – A teremtés klinikája                  | Godsend                                    | Jessie Duncan                             | Gubás Gabi         |
| 2006 | Alibi – Ha hiszed, ha nem                       | The Alibi (Lies and Alibis)                | Lola                                      | Orosz Anna         |
| 2006 | Egy férfi naplója                               | Man About Town                             | Nina Giamoro                              | Kiss Erika         |
| 2006 | X-Men: Az ellenállás vége                       | X-Men: The Last Stand                      | Raven Darkhölme / Rejtély                 | Orosz Helga        |
| 2008 |                                                 | Lake City                                  | Jennifer                                  |                    |
| 2010 | A lókötő művész                                 | The Con Artist                             | Belinda                                   |                    |
| 2011 | X-Men: Az elsők                                 | X-Men: First Class                         | idősebb Raven Darkhölme / Rejtély (cameo) | Bogdányi Titanilla |
| 2012 |                                                 | Good Deeds                                 | Heidi                                     |                    |
| 2012 |                                                 | The Producers                              | Ulla                                      |                    |
| 2014 |                                                 | Phantom Halo                               | Ms. Rose                                  |                    |
| 2015 | Az utaskísérő – Senkit nem hagy kielégítetlenül | Larry Gaye: Renegade Male Flight Attendant | Sally                                     | Végh Judit         |
| 2018 |                                                 | The Swinging Lanterns Stories              | Malia                                     |                    |
| 2018 |                                                 | The Death of Superman                      | Lois Lane (hangja)                        |                    |
| 2019 |                                                 | Satanic Panic                              | Danica Ross                               |                    |
| 2019 |                                                 | Reign of the Supermen                      | Lois Lane (hangja)                        |                    |
| 2019 | Hush                                            | Batman: Hush                               | Lois Lane (hangja)                        | Kurta Niké         |
| 2020 |                                                 | Justice League Dark: Apokolips War         | Lois Lane (hangja)                        |                    |
| 2021 | Veszélyeztetett faj                             | Endangered Species                         | Lauren Halsey                             | Solecki Janka      |

### Televízió
| Év        | Magyar cím                    | Eredeti cím                   | Szerep                         | Megjegyzések                                                                 |
| --------- | ----------------------------- | ----------------------------- | ------------------------------ | ---------------------------------------------------------------------------- |
| 1997      | Jóbarátok                     | Friends                       | Cheryl                         | 1 epizód                                                                     |
| 1999      | A Playboy-sztori              | Hefner: Unauthorized          | Kimberly Hefner                | tévéfilm                                                                     |
| 1999–2000 | Divatalnokok                  | Just Shoot Me!                | Adrienne Barker                | visszatérő szereplő (8 epizód)                                               |
| 2000      | Jack és Jill                  | Jack & Jill                   | Paris Everett                  | 1 epizód                                                                     |
| 2002      |                               | MADtv                         | önmaga (házigazda)             | 1 epizód                                                                     |
| 2006      |                               | Pepper Dennis                 | Pepper Dennis                  | - állandó szereplő (13 epizód) - társproducer                                |
| 2007      | Firka Villa                   | Drawn Together                | Charlotte (hangja)             | 1 epizód                                                                     |
| 2007      |                               | Carpoolers                    | Joannifer                      | 1 epizód                                                                     |
| 2007–2008 | Ki ez a lány?                 | Ugly Betty                    | Alexis Meade                   | visszatérő szereplő (33 epizód)                                              |
| 2009      | Leendő divatdiktátorok        | Project Runway                | önmaga (meghívott zsűritag)    | 1 epizód                                                                     |
| 2009      | Eastwicki boszorkák           | Eastwick                      | Roxie Torcoletti               | állandó szereplő (13 epizód)                                                 |
| 2011      | Oso különleges ügynök         | Special Agent Oso             | Miss Garcia (hangja)           | 1 epizód                                                                     |
| 2011      | A Cleveland-show              | The Cleveland Show            | több szereplő hangja           | 1 epizód                                                                     |
| 2011      |                               | Possessing Piper Rose         | Joanna Maxwell                 | tévéfilm                                                                     |
| 2011      | Chuck                         | Chuck                         | Robin Cunnings                 | 1 epizód                                                                     |
| 2011–2012 |                               | NTSF:SD:SUV::                 | Jessie Nichols                 | állandó szereplő (17 epizód)                                                 |
| 2013      | Égető szerelem                | Burning Love                  | Katie                          | - 2 epizód - magyar hangja: - Bartsch Kata                                   |
| 2013      |                               | King & Maxwell                | Michelle Maxwell               | állandó szereplő (10 epizód)                                                 |
| 2014      |                               | The Pro                       | Margot                         | tévéfilm                                                                     |
| 2014–2016 |                               | Skin Wars                     | önmaga (házigazda és zsűritag) | állandó szereplő (28 epizód)                                                 |
| 2014–2018 | A titkok könyvtára            | The Librarians                | Eve Baird                      | - állandó szereplő (42 epizód) - magyar hangja: - Solecki Janka - Orosz Anna |
| 2015      |                               | Key & Peele                   | kalózkapitány                  | 1 epizód                                                                     |
| 2015      | Kalandra fel!                 | Adventure Time                | A császárnő (hangja)           | 2 epizód                                                                     |
| 2015      | RuPaul – Drag Queen leszek!   | RuPaul's Drag Race            | önmaga (meghívott zsűritag)    | 1 epizód                                                                     |
| 2017      |                               | Love Locks                    | Lindsey Wilson                 | tévéfilm                                                                     |
| 2018      |                               | Carter                        | Cassidy Lenox                  | 1 epizód                                                                     |
| 2019      | Star Trek: Discovery          | Star Trek: Discovery          | Number One                     | 3 epizód                                                                     |
| 2019      |                               | Star Trek: Short Treks        | Number One                     | 2 epizód                                                                     |
| 2020      | Félig üres                    | Curb Your Enthusiasm          | Penelope                       | - 1 epizód - magyar hangja: - Mezei Kitty                                    |
| 2022–     | Star Trek: Különös új világok | Star Trek: Strange New Worlds | Number One                     | főszereplő                                                                   |
| 2022–2023 |                               | The Ready Room                | önmaga                         | 2 epizód                                                                     |

## Díjak és jelölések
| Év   | Díj                              | Kategória                                    | Jelölt mű                                                     | Eredmény |
| ---- | -------------------------------- | -------------------------------------------- | ------------------------------------------------------------- | -------- |
| 2001 | Blockbuster Entertainment Awards | kedvenc női mellékszereplő – science fiction | X-Men – A kívülállók (2000)                                   | Elnyerte |
| 2001 | Szaturnusz-díj                   | legjobb női mellékszereplő                   | X-Men – A kívülállók (2000)                                   | Elnyerte |
| 2002 | The Stinkers Bad Movie Award     | legrosszabb női főszereplő                   | - Rollerball – Könyörtelen játék (2002) - Femme Fatale (2002) | Jelölve  |
| 2002 | The Stinkers Bad Movie Award     | legrosszabb hamis női akcentus               | - Rollerball – Könyörtelen játék (2002) - Femme Fatale (2002) | Jelölve  |
| 2003 | Arany Málna díj                  | legrosszabb női mellékszereplő               | Rollerball – Könyörtelen játék (2002)                         | Jelölve  |
| 2003 | Teen Choice Awards               | legjobb színésznő – dráma/akció              | X-Men 2. (2003)                                               | Jelölve  |
| 2003 | Teen Choice Awards               | legjobb filmes hazudozó                      | X-Men 2. (2003)                                               | Jelölve  |
| 2004 | MTV Movie Awards Mexico          | legszexibb női gonosztevő                    | X-Men 2. (2003)                                               | Jelölve  |
| 2007 | Gold Derby Awards                | legjobb szereplőgárda (televíziós sorozat)   | Ki ez a lány?                                                 | Jelölve  |
| 2008 | Screen Actors Guild-díj          | legjobb szereplőgárda (vígjátéksorozat)      | Ki ez a lány?                                                 | Jelölve  |
| 2015 | Szaturnusz-díj                   | legjobb televíziós színésznő                 | A titkok könyvtára                                            | Jelölve  |
| 2016 | Szaturnusz-díj                   | legjobb televíziós színésznő                 | A titkok könyvtára                                            | Jelölve  |

## Fordítás
- Ez a szócikk részben vagy egészben  a   Rebecca Romijn című angol Wikipédia-szócikk fordításán alapul.  Az eredeti cikk szerkesztőit annak laptörténete sorolja fel. Ez a jelzés csupán a megfogalmazás eredetét és a szerzői jogokat jelzi, nem szolgál a cikkben szereplő információk forrásmegjelöléseként.